# Korejci
Korejci jsou východoasijská etnická skupina, která obývá poloostrov Korea. Jejich jazykem je korejština.

## Historie

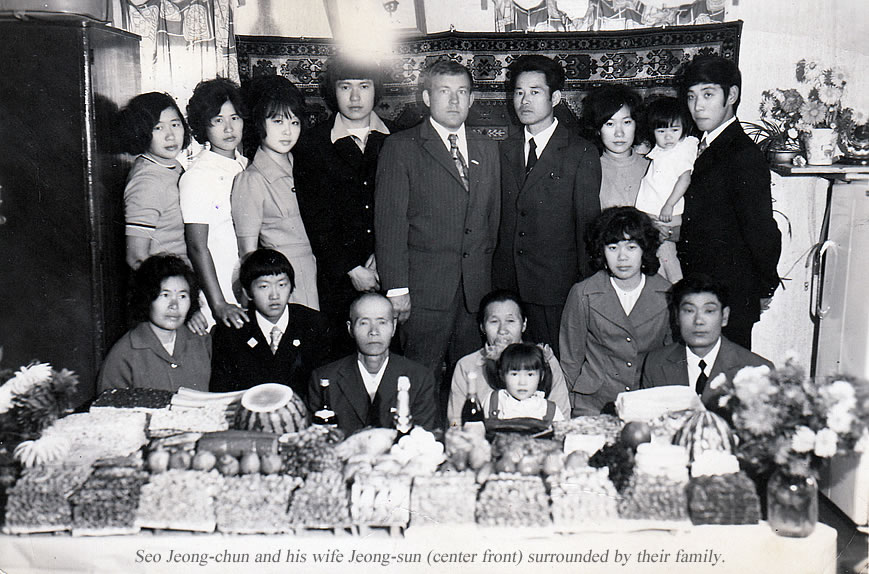
Sachalinští Korejci

Předpokládá se, že jsou potomci altajských kmenů (což je spojuje s Mongoly a Tunguzy), které na Korejský poloostrov přišly z oblasti střední Sibiře přibližně mezi neolitem a dobou bronzovou a smísili se se starším paleoasijským obyvatelstvem a přistěhovalci z Číny a jihovýchodní Asie.
Jižní a střední části Korejského poloostrova obývali lidé kultury Jajoi, kteří začali v 1. tisíciletí př. n. l. masově migrovat na japonské ostrovy. Lidé kultury Jajoi, mluvící jazyky japonické jazykové skupiny, byli postupně vytlačováni z Koreje nebo asimilováni předky Korejců, kteří migrovali z oblasti Mandžuska a Sibiře.
Na počátku našeho letopočtu obývalo Koreu více „korejských“ kmenů, které se později sjednotily v království Silla. To dalo impuls na postupné sjednocení kmenů do jednoho národa používajícího jeden společný jazyk.

## Obývané území
Celkový počet obyvatel na poloostrově dosahuje okolo 71 miliónů. Spolu s Korejci žijícími v ostatních zemích (Čína, Rusko, Kazachstán, Japonsko, USA, Kanada) je to okolo 75 miliónů (asi 16. místo na světě).